# تو جک را نمی‌شناسی
تو جک را نمی‌شناسی (به انگلیسی You Don't Know Jack) یک فیلم تلویزیونی محصول سال ۲۰۱۰ به کارگردانی بری لوینسون و بازیگری آل پاچینو در نقش جک کورکیان است. این فیلم با اقتباس سینمایی از کتاب بین مرگ و مرده: زندگی دکتر کورکیان و نبرد برای قانونی کردن اوتانازی ساخته شده‌است. محل ساخت فیلم نیویورک و میشیگان می‌باشد. آل پاچینو برای بازی نقش دکتر کورکیان جایزه امی ساعات پربیننده بهترین بازیگر نقش اول را به خانه برد. وی همچنین بخاطر بازی این نقش موفق به کسب جایزه انجمن بازیگری و جایزه گولدن گلوب شد. همچنین این فیلم نامزد دریافت جایزه امی بهترین فیلم ساعات پربازدید نیز شد.